# Günther Popp
Günther Popp (* 31. Januar 1921 in Greiz; † 28. Dezember 2016) war ein deutscher Zahnmediziner und Generalarzt der Bundeswehr.

## Leben
Günther Popp begann seine militärische Laufbahn nach dem abgelegten Abitur als Offizieranwärter (OA) in der Kriegsmarine. Er erhielt seine Ausbildungen auf mehreren deutschen Schiffen. Günther Popp hatte beim Kriegsende 1945 den Dienstgrad Oberleutnant zur See inne. Anschließend kam er in britische Kriegsgefangenschaft.
Nach seiner Entlassung absolvierte Günther Popp ein Zahnmedizinstudium in Würzburg. 1950 legte er das Staatsexamen in Würzburg ab. Ebenfalls 1950 promovierte Günther Popp in Würzburg mit der Arbeit Mund- und Zahnfleischinfektionen aus ausländischer Literatur der Jahre 1940-1950. Seine ersten beruflichen Stationen nach Studium und Promotion waren als Assistent in Praxen und Zahnkliniken der US-Streitkräfte.
1958 trat er als Stabsarzt in die Bundeswehr ein. Es dauerte nicht lang, bis Günther Popp als Leiter der Zahnstation Schleswig fungierte. Anschließend agierte er als Hilfsreferent im zahnmedizinischen Fachreferat der Inspektion des Sanitäts- und Gesundheitswesens (InSan) im Bundesministerium der Verteidigung (BMVg) in Bonn. Günther Popp war dort mehrere Jahre mit dem Aufbau eines zahnärztlichen Dienstes der Bundeswehr befasst. Von Mai 1964 bis 1972 übernahm er als Oberstabsarzt die Aufgabe des Leiters der Zahnstation in Regensburg. 1967 wurde Günther Popp zum Oberfeldarzt befördert. Bald danach war er Divisionszahnarzt der 4. Jägerdivision.
Ab Oktober 1972 fungierte Günther Popp als Leitender Zahnarzt des Heeres im Heeresamt (HA) in Köln. Zu seinem Aufgabenbereich gehörte es, die Grundlagen für einen zahnärztlichen Dienst im Heer zu schaffen. Die dadurch entstandenen Strukturen für die zahnärztliche Versorgung der Soldaten des Heeres hielten bis Anfang der 80er-Jahre, was ein Indiz für deren Qualität war.
Den Höhepunkt seiner militärischen Laufbahn bildete seine Beförderung zum Generalarzt und die Ernennung zum Inspizienten Zahnmedizin der Bundeswehr (InspizZahnMedBw) im Oktober 1975. Zu Günther Popps Zielen zählten die materielle Ausstattung der Behandlungseinrichtungen auf dem Stand der Technik und eine zahnärztliche Behandlung der Soldaten auf höchstem Niveau.
Bis zu seinem Ruhestand 1981 war Günther Popp Vertreter des zahnärztlichen Dienstes der Bundeswehr im nationalen und internationalen militärischen sowie zivilen Bereich. Er hatte dabei großen Erfolg und genoss hohe Anerkennung. 1979 erhielt Günther Popp aus diesem Grund als Auszeichnung das Verdienstkreuz 1. Klasse des Verdienstordens der Bundesrepublik Deutschland (Bundesverdienstkreuz 1. Klasse).
Er war zudem stellvertretender Vorsitzender der Militärkommission (SDFDS) der Fédération Dentaire Internationale (FDI).

## Auszeichnungen
- 1979: Verdienstkreuz 1. Klasse des Verdienstordens der Bundesrepublik Deutschland (Bundesverdienstkreuz 1. Klasse)[2]

## Schriften (Auswahl)
- Günther Popp: Mund- und Zahnfleischinfektionen aus ausländischer Literatur der Jahre 1940-1950. Würzburg 1950 (Hochschulschrift: Universität Würzburg, Medizinische Fakultät, Dissertation vom 29. November 1950).